# Глория-д’Уэсти
Глория-д’Уэсти (порт. Glória d'Oeste) — муниципалитет в Бразилии, входит в штат Мату-Гросу. Составная часть мезорегиона Юго-запад штата Мату-Гроссу. Входит в экономико-статистический микрорегион Жауру. Население составляет 2541 человек на 2006 год. Занимает площадь 846,053 км². Плотность населения — 3,0 чел./км².

## Статистика
- Валовой внутренний продукт на 2003 год составляет 19 989 259,00 реалов (данные: Бразильский институт географии и статистики).
- Валовой внутренний продукт на душу населения на 2003 год составляет 6852,68 реала (данные: Бразильский институт географии и статистики).
- Индекс развития человеческого потенциала на 2000 год составляет 0,731 (данные: Программа развития ООН).